# Vuyyuru (mandal)
Vuyyuru là một trong 50 mandal thuộc huyện Krishna, bang Andhra Pradesh. The mandal is bounded by Kankipadu, Unguturu, Thotlavalluru, Pedaparupudi and Pamidimukkala mandals.